# Claus Raab
Claus Raab (* 1943 in Herrieden (Mittelfranken); † 14. Oktober 2012 in Essen) war ein deutscher Musikwissenschaftler und Hochschullehrer.

## Leben
Raab studierte an der Freien Universität Berlin Historische und Vergleichende Musikwissenschaft sowie Philosophie. 1970 promovierte er über die Trommelmusik der Haussa in Nord-West-Nigeria und wurde 1972 Dozent an der Folkwang Universität der Künste. 2008 ging er in den Ruhestand.

## Publikationen
- Trommelmusik der Hausa in Nord-West-Nigeria, München: Renner, 1970
- Folkwang: Geschichte einer Idee; Musik, Tanz, Theater, Wilhelmshaven: Noetzel, 1994
- Beethovens Kunst der Sonate. Die drei letzten Klaviersonaten op. 109, 110, 111 und ihr Thema, Saarbrücken: Pfau, 1996
- Merkwürdige Geschichten und Gestalten um einen Walzer: Ludwig van Beethovens "Diabelli-Variationen" op. 120 und ihre Verbindung zu Graphik und Literatur, Saarbrücken: Pfau, 1999
- Das Beethoven-Lexikon, hrsg. von Claus Raab und Heinz von Loesch, Laaber 2008